# Prueba de la parafina

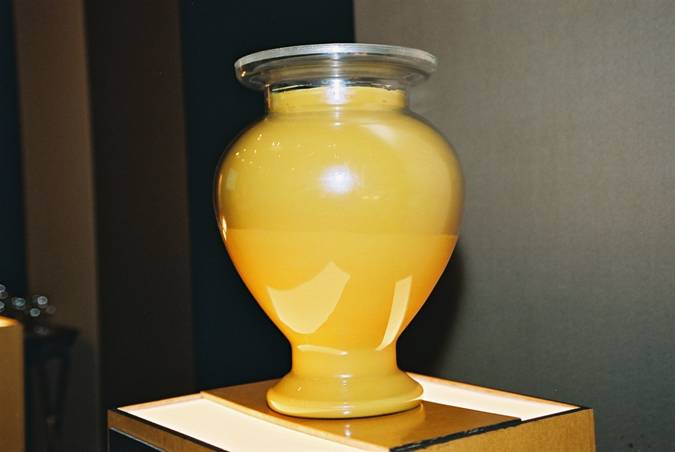
La parafina es utilizada en esta prueba con el fin de captar las sustancias pertenecientes a la pólvora expulsada por las armas de fuego al ser accionadas.

La prueba de la parafina o método parafinoscópico es una de las diferentes prácticas utilizadas por la balística forense durante la investigación de residuos de disparo en la piel (específicamente en las manos) o en las prendas de vestir del sospechoso de haber disparado un arma de fuego. Por medio de esta práctica, es posible determinar si una persona ha utilizado un arma de fuego, incluso hasta máximo dos horas después de haber apretado el gatillo. Sin embargo, la prueba de la parafina ya no se utiliza con frecuencia debido a que esta técnica se aplica sobre cualquier sustancia oxidante, a fin de verificar la presencia de nitratos o nitritos, es decir, es inespecífica, además, esta técnica tendría alguna utilidad si se realiza una o al máximo dos horas del hecho delictivo, de otro modo, la prueba se ve "contaminada" haciéndola inservible ante cualquier tribunal de justicia y para la misma práctica policial.

## Historia
En el año 1913, fue el doctor Gonzalo Iturrioz Font, quién la empleó por primera vez para determinar a los implicados en el homicidio con arma de fuego del general Armando J. de la Riva, jefe de la policía de la Habana, el 7 de julio de 1913. El mencionado médico intervino como experto en el homicidio cometido contra el general; aplicó en los orificios de entrada de la ropa un placa de parafina que presionó para levantar los productos resultantes de la deflagración, entre ellos los nitratos. Finalmente, con el objetivo de identificar los nitratos, el doctor Gonzalo Iturrioz Font aplicó el reactivo de Guttmann (solución de difenilamina en medio sulfúrico) sobre la placa de parafina, cuya reacción pone de manifiesto la presencia de restos de nitratos mediante la formación de un color azul característico, con tal dispersión de color, determinó la distancia de los disparos.
La "Revista de Medicina Legal de Cuba", correspondiente al año 1922, publicó un artículo del doctor José A. Fernández Benítez (médico-forense cubano), titulado "Consideraciones sobre las manchas producidas por los disparos de arma de fuego", en el cual ideó, basado en la experiencia del doctor Gonzalo Iturrioz Font, el guantelete de parafina para captar los restos de pólvora depositados en la superficie de las manos de quién había accionado el arma de fuego, posteriormente se introduce dentro del guantelete de parafina el reactivo de Guttmann. El doctor L. Rafael Moreno González (médico-forense), profesor de Criminalística en el Instituto Nacional de Ciencias Penales de la Ciudad de México, al referirse a este trabajo anota: "el autor recomienda el uso de la parafina para captar los productos nitrados en la mano de la persona sospechosa de haber disparado un arma de fuego aplicando el reactivo de Gultmann. Al respecto es de justicia señalar que el procedimiento propuesto por Fernández Benítez fue una modificación al discurrido en 1913 por el Dr. Gonzalo Iturrioz y Font".
Teodoro González Miranda, perito del Laboratorio de Identificación Criminal de México, en 1931 mejoró la técnica, realizando en 1933 las primeras demostraciones de la llamada "Prueba de la parafina" en los Estados Unidos de América, por lo cual en Norteamérica se le dio el nombre de "Test de González".
En 1966, Mary E. Cowan y Patricia L. Purdon presentaron ante la Decimoctava Reunión Anual de la Academia Americana de Ciencias Forenses, en Chicago, Illinois, un documento resultado de un estudio de investigación en dónde señalan: “La evaluación crítica del tipo, sitio y número de las reacciones en modelos de manos de personas de las que se sabía habían disparado arma de fuego, y las comparaciones de estas características en reacciones similares obtenidas en modelos de un grupo de personas de las que se sabía o presumía que no habían disparado armas de fuego, no sirvió para establecer ningún distinción significativa”.
El doctor Paul L. Kirk (1902-1970), bioquímico y profesor de Criminalística de la Universidad de California, Berkeley, observó: "no es posible afirmar categóricamente que la prueba es válida o que es inútil; que debe ser dicho con énfasis que poco se puede concluir acerca de esta prueba sin la necesaria experiencia y sin tests cuidadosos en condiciones variables; que no es improbable que el método sea útil cuando todos los factores pertinentes son considerados", citado por el doctor Dimas Oliveros Sifontes, en 1973, Caracas, Venezuela.

## Método
En primer lugar, el experto de laboratorio derrite la parafina en un envase limpio de porcelana refractaria. Una vez derretida la parafina, se procede a cubrir las manos del sospechoso con una brocha de pelo de camello, inmediatamente se realiza el guantelete, colocando trozos de gasa sobre las manos, con la finalidad de que se refuerce y quede un molde fácil de retirar. Una vez se enfría la parafina se retira el guantelete por medio de una abertura que se le realiza a un costado; el guantelete se trae consigo las partículas microscópicas de nitratos, nitritos, bario, plomo y antimonio, que son los restos de la pólvora una vez detonada y que se encuentran incrustadas en la piel. 
Finalmente, se realiza la prueba con el reactivo de Lunge (preparado por George Lunge entre 1839-1923), aplicándolo en el interior del guantelete una vez retirado. La presencia de nitratos se pone en manifiesto porque éstos ante el reactivo dan una coloración azul, entonces se dice que la prueba de parafina es positiva.
Los guanteletes son analizados minuciosamente por especialistas en laboratorios durante varios días, obteniendo como resultado un complejo informe en dónde se exponen porcentajes de las cantidades de sustancias químicas. Sin embargo, estos resultados posiblemente puedan servir para orientar una investigación mas no se deben extraer conclusiones definitivas por medio de ellos. 
Es decir, que la prueba de la parafina de positivo a la existencia de nitratos no significa que se haya disparado un arma de fuego recientemente, como tampoco dar negativo implica que no se haya usado un arma de fuego recientemente.

## Desventajas
La prueba de la parafina actualmente se ha dejado de usar en los países más desarrollados debido a los múltiples estudios de investigadores en donde se ha comprobado su falibilidad. En primera instancia, las pólvoras de mejor calidad causan menos emanación de gases, es decir menos exposición de partículas.
Se afirma en muchos de ellos que los granos o partículas de pólvora no se adhieren a la epidermis, y por lo tanto, se desplazan con facilidad, además de diversos factores que interfieren en el estado de esas partículas, como las diferentes acciones que se llevan a cabo después del disparo (manos en los bolsillo, uso de pañuelos, lavado de manos, etc.), por lo cual, la obtención de una muestra después de varias horas o días puede producir un resultado erróneo. Por otro lado, también se deben tener en cuenta las circunstancias inusuales presentes en el momento de accionar el arma de fuego (lluvia, viento, etc.).
El reactivo a base de difenialmina produce reacción positiva ante fertilizantes, orina, algunos detergentes (lavandina), venenos fosforados, tabaco, tierra, oxidantes, entre otros, generando falsos positivos para esta prueba, es decir, aunque la persona no haya disparado, la prueba de la parafina lo convierte en un sospechoso.  